# ابو قرینات
ابو قرنات (به لاتین: Abu Qrenat) در اسرائیل است که در جنوب واقع شده‌است.

## خصوصیات
ابو قرنات ۱٬۰۶۷ نفر جمعیت دارد.